# Pomnik żołnierza-wyzwoliciela w Charkowie
Pomnik żołnierza-wyzwoliciela w Charkowie (ukr.: Пам'ятник Воїну-визволителю) – znajdujący się w Charkowie pomnik upamiętniający żołnierzy Armii Czerwonej, którzy 23 sierpnia 1943 wyzwolili miasto spod niemieckiej okupacji podczas operacji biełgorodzko-charkowskiej.

## Historia
Pomnik został odsłonięty w 1981. Jego centralnym elementem jest duży posąg żołnierza Armii Czerwonej z uniesionym wysoko karabinkiem w prawej ręce.
Do 2009 obiekt był dość poważnie zaniedbany i wymagał poważnej konserwacji. Naprawa i czyszczenie cokołu kosztowało ponad 60 tysięcy hrywien. W 2012 przeprowadzono kolejną renowację pomnika.
W 2013 Narodowy Bank Ukrainy wyemitował w ramach serii Zwycięstwo w Wielkiej Wojnie Ojczyźnianej 1941–1945 pamiątkową monetę „Wyzwolenie Charkowa spod faszystowskich najeźdźców”, przedstawiającą pomnik na awersie. W tym samym roku obiekt został wpisany na listę Państwowego Rejestru Zabytków Nieruchomych Ukrainy pod numerem 63-101-0660.